# Пурила
Пурила (англ. Purila) — село в волості Рапла повіту Рапламаа на північному заході Естонії.
В селі розташована Садиба Пурила.